# Nick Whitaker
Nick Whitaker, né le 1er octobre 1988, est un acteur américain qui a joué dans le téléfilm Le Journal de Jaimie avec Kay Panabaker et Jason Dolley en 2006. Il a aussi fait une apparition dans Un costume pour deux avec Jason Dolley.

## Filmographie
- 2006 : Le Journal de Jaimie: Lenny Bartlett
- 2006 : High School Musical : un chanteur de l'audition
- 2009 : Un costume pour deux : Floyd
- 2009 : One Good Man